# WAP-7 sorozat
A WAP-7 sorozat az Indiai Vasutak egyik nagysebességű, 25 kV 50 Hz AC áramrendszerű, Co-Co tengelyelrendezésű személyvonati villamos mozdonya.

## Története
A mozdonysorozatot 1999-ben a Chittaranjan Locomotive Works (CLW) fejlesztett ki az Indiai Vasutak számára. A típusnév jelentése: széles nyomtávú (W), váltakozó áramú (A), személyszállító (P) mozdony, 7. generáció (7). A mozdonyok 2000-ben álltak szolgálatba. Összesen 1880 WAP-7-et építettek, további egységek épülnek a CLW-nél, a Banaras Locomotive Worksnél (BLW) és a Patiala Locomotive Worksnél (PLW).
A WAP-7-esek 1999-es bevezetésük óta szolgálják az Indiai Vasutak utasait. Ez a WAG-9 sorozatú tehervonati mozdony személyszállító változata, módosított áttételezéssel, hogy könnyebb terheket húzzon nagyobb sebességgel. Teljesítménye 6125 lóerő, ez a legerősebb személyszállító mozdony az Indiai Vasút flottájában, és a legnagyobb számú személyszállító mozdony Indiában. 110-140 km/h sebességgel a WAP-7 képes 24 kocsis vonatokat vontatni. Képes továbbá 26 kocsis vonatok vontatására 130 km/h sebességgel. 